# Iván Darío Agudelo
Iván Darío Agudelo Zapata (Medellín, 15 de agosto de 1967) es un abogado y político colombiano. Fue senador de la República de Colombia por el Partido Liberal.
En las elecciones legislativas de 2010 fue elegido representante a la Cámara por Antioquia con el aval del Partido Liberal Colombiano con 22 022 votos. 
En las elecciones legislativas de 2014 fue reelecto con 41 327 votos. 
En las elecciones legislativas de 2018 fue elegido senador de la República con 68 034 votos.

## Biografía
Agudelo Zapata es abogado por la Universidad de Medellín con especialización en derecho empresarial. Fue profesor de cátedra en su casa de estudios entre 1998 y 2006. Fue asesor de la gobernación de Antioquia entre 1998 y 2003. Entre 2003 y 2006 fue personero Delegado para la guarda y protección de los Derechos Humanos, ante la Fiscalía General de la Nación. En 2007 fue elegido diputado de Antioquia para el periodo 2008-2012 con 16.266 votos. En julio de 2009 renunció a su curul para aspirar a la cámara de representantes.

## Carrera política
Fue elegido como congresista en las elecciones legislativas de 2018. En su labor parlamentaria abogó a favor de la creación del Ministerio de Ciencia, Tecnología e Innovación, creado por el Senado de Colombia el 16 de diciembre de 2018.